# Cardador
O cardador é um rapaz mascarado. Usa uma máscara preparadas com lã branca. Os entalhes da boca e dos olhos são forrados com cortiça pintada de vermelho vivo; o bigode é feito com barbade milho ou crinas de cavalo; o nariz é feito com flanela vermelha; a cabeça é decorada com asas de ave e os cabelos são feitos de fitas.
Carrega sempre uma carda, a escova para cardar a lã. A vestimenta mistura roupas de homem e de mulher. O cardador anda em grupos e  "cardam" as pessoas, sobretudo, as raparigas. No grupo de cardadores só entram rapazes e homens solteiros.